# Astrid Gullstrand
Astrid Maria Gullstrand, född Forssell 22 maj 1874 i Stockholm, död 30 november 1952, var en svensk sångtextförfattare, målare och författare.
Gullstrand var elev vid Tekniska skolan i Stockholm 1890―1893, där hon utbildade sig till porträttmålare. Hon bedrev därefter även privata studier vid Axel Jungstedts målarskola 1893 samt i Paris 1928―1929. Utom porträtt målade hon religiösa motiv, landskap, gärna med månsken, samt blommor.
Som författare utgav hon några diktsamlingar, bland annat På stjärnestig 1912, samt flera vissamlingar. En av hennes mest kända visor är Mor lilla mor, vem är väl som du och den allra mest kända förmodligen Tre pepparkaksgubbar. Hon var medarbetare på Aftonbladet mellan 1912 och 1920.
Astrid Gullstrand  var dotter till historikern Hans Forssell och hans hustru Hildegard Eneroth. Under åren 1895–1922 var hon gift med juristen Edvin Gullstrand (1863–1929). De var föräldrar till Percy Gullstrand. Hon är gravsatt på Norra begravningsplatsen i Solna.